# Jelle Bosma
Jelle Bosma (* 8. März 2003) ist ein niederländischer Volleyballspieler.

## Karriere
Bosma spielte in der Jugend bei VV Alterno Apeldoorn und Dynamo Apeldoorn. 2020 ging er zum Talentteam Papendal. Er kam in der niederländischen U22-Nationalmannschaft zum Einsatz. 2022 kehrte der Mittelblocker zu Dynamo Apeldoorn zurück. Mit dem Verein erreichte er in der Saison 2022/23 das Pokalfinale und wurde niederländischer Meister. 2025 gelang dem Team erneut der Einzug ins Pokalfinale. Zur Saison 2025/26 wechselte Bosma zum deutschen Bundesligisten Berlin Recycling Volleys.